# Entalophora vancouverensis
Entalophora vancouverensis är en mossdjursart som beskrevs av Charles Henry O'Donoghue 1923. Entalophora vancouverensis ingår i släktet Entalophora och familjen Entalophoridae. Inga underarter finns listade i Catalogue of Life.